# Цинхай-Тибетская железная дорога
Цинхай-Тибетская железная дорога (тиб. མཚོ་བོད་ལྕགས་ལམ།, кит. трад. 青藏鐵路, упр. 青藏铁路, пиньинь Qīngzàng Tiělù, палл. Цинцзан телу) — самая высокогорная и самая длинная на нагорье железная дорога в мире, соединяющая столицу провинции Цинхай город Синин и административный центр Тибетского автономного района — Лхасу.
Первый участок Синин — Голмуд протяжённостью 814 км в провинции Цинхай был пущен в эксплуатацию в 1984 году. Второй участок Голмуд — Лхаса протяжённостью 1142 км строился в 2001—2006 гг. через труднопроходимые высокогорные районы. В самой высокой точке вблизи станции Танг-Ла железная дорога поднимается на высоту 5072 м над уровнем моря.
Дорога открылась 1 июля 2006 года. Её протяженность составляет 1956 км. Весь путь от Западного вокзала Пекина до Лхасы теперь занимает 48 часов.
На трассе используются кондиционированные вагоны специальной конструкции с подкачкой кислорода, чтобы пассажиры не страдали от горной болезни. Вагоны оборудованы индивидуальными кислородными масками.
16 августа 2014 года открылась железная дорога Лхаса — Шигадзе, дающая возможность пассажирам следовать далее на запад вглубь Тибета.

## Станции
На участке Голмуд — Лхаса имеется 45 станций, планируется ещё 13. 38 станций не имеют обслуживающего персонала и управляются из центра в Синине.

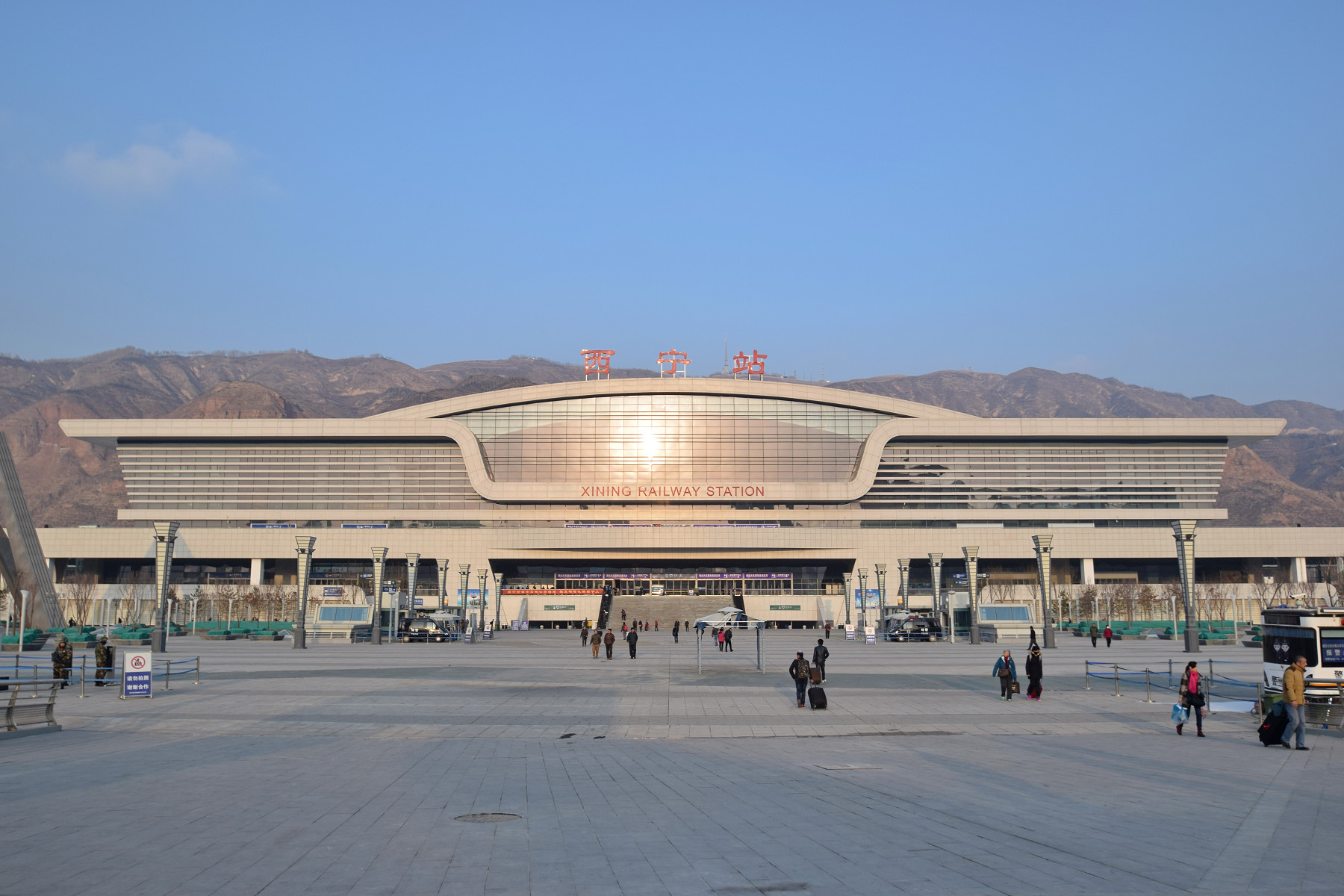
Синин
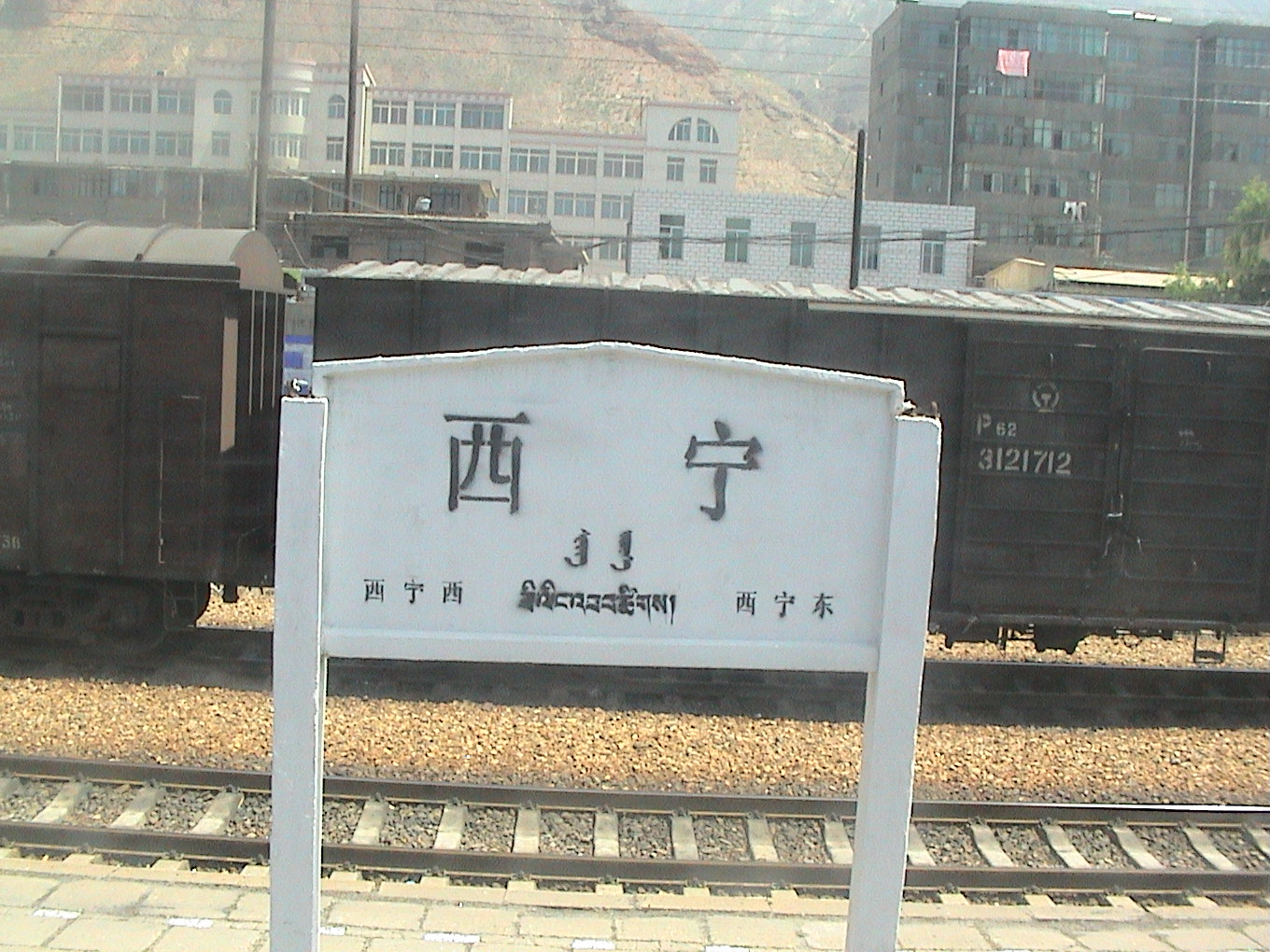
Синин
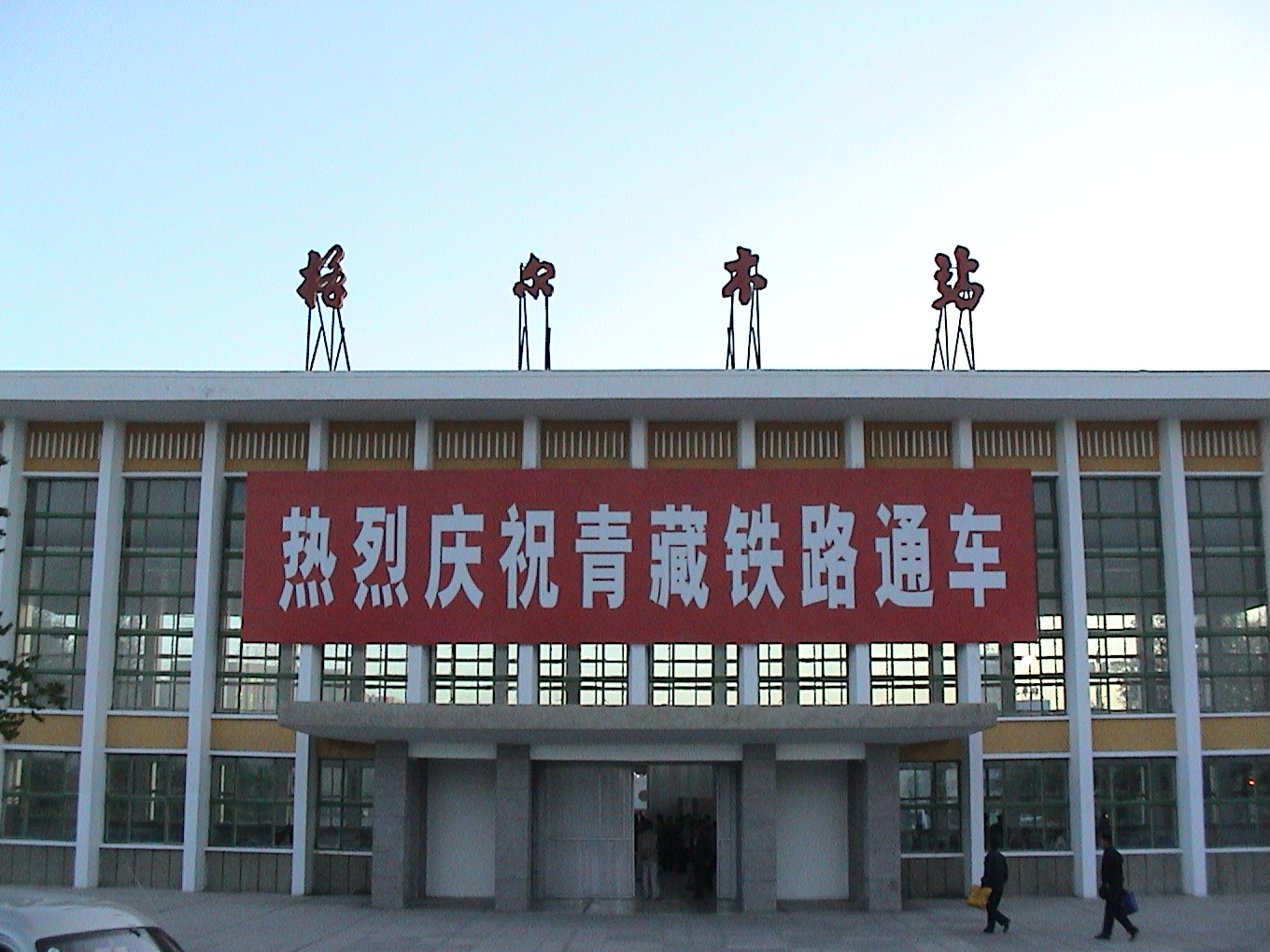
Голмуд
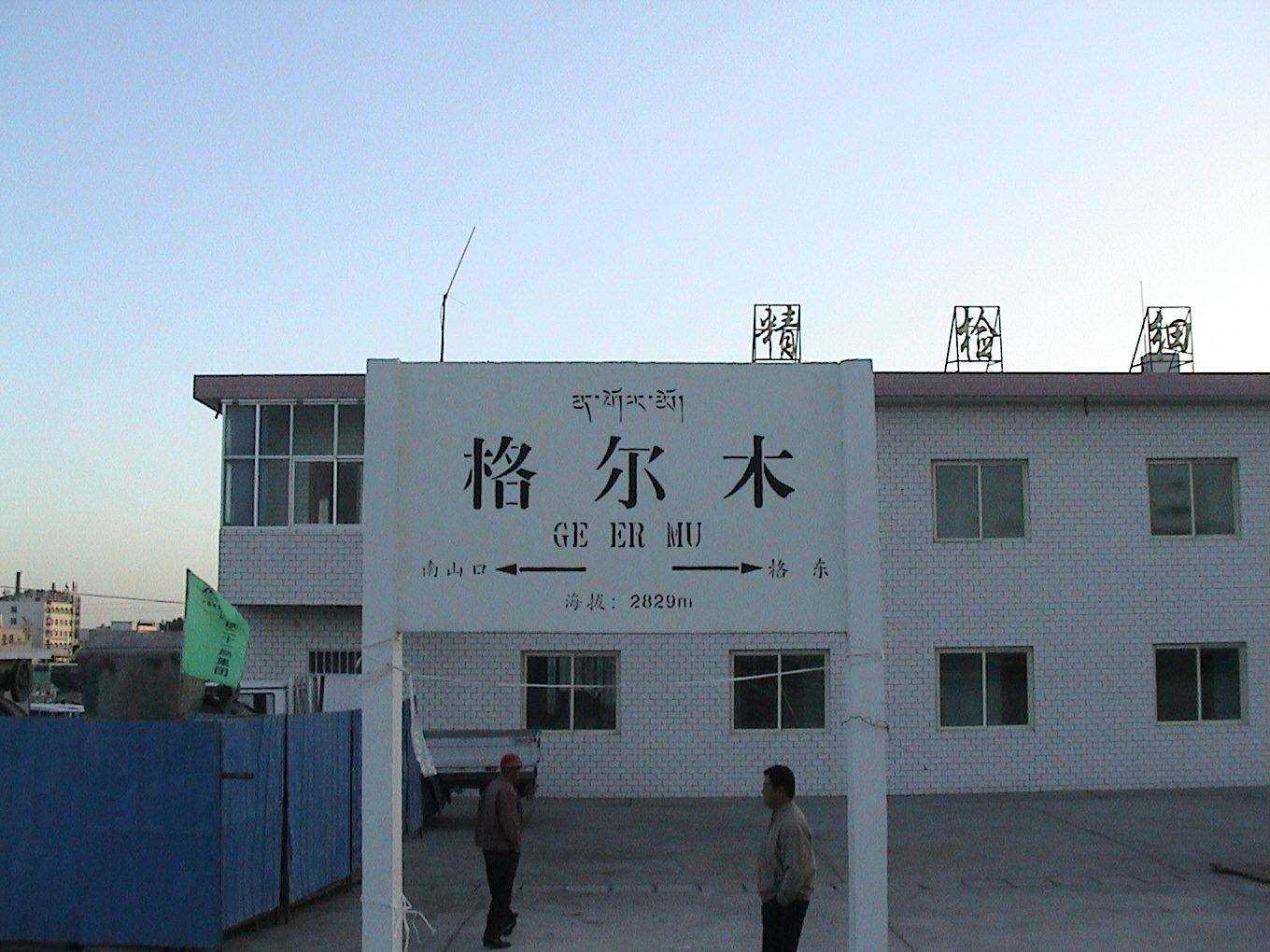
Голмуд
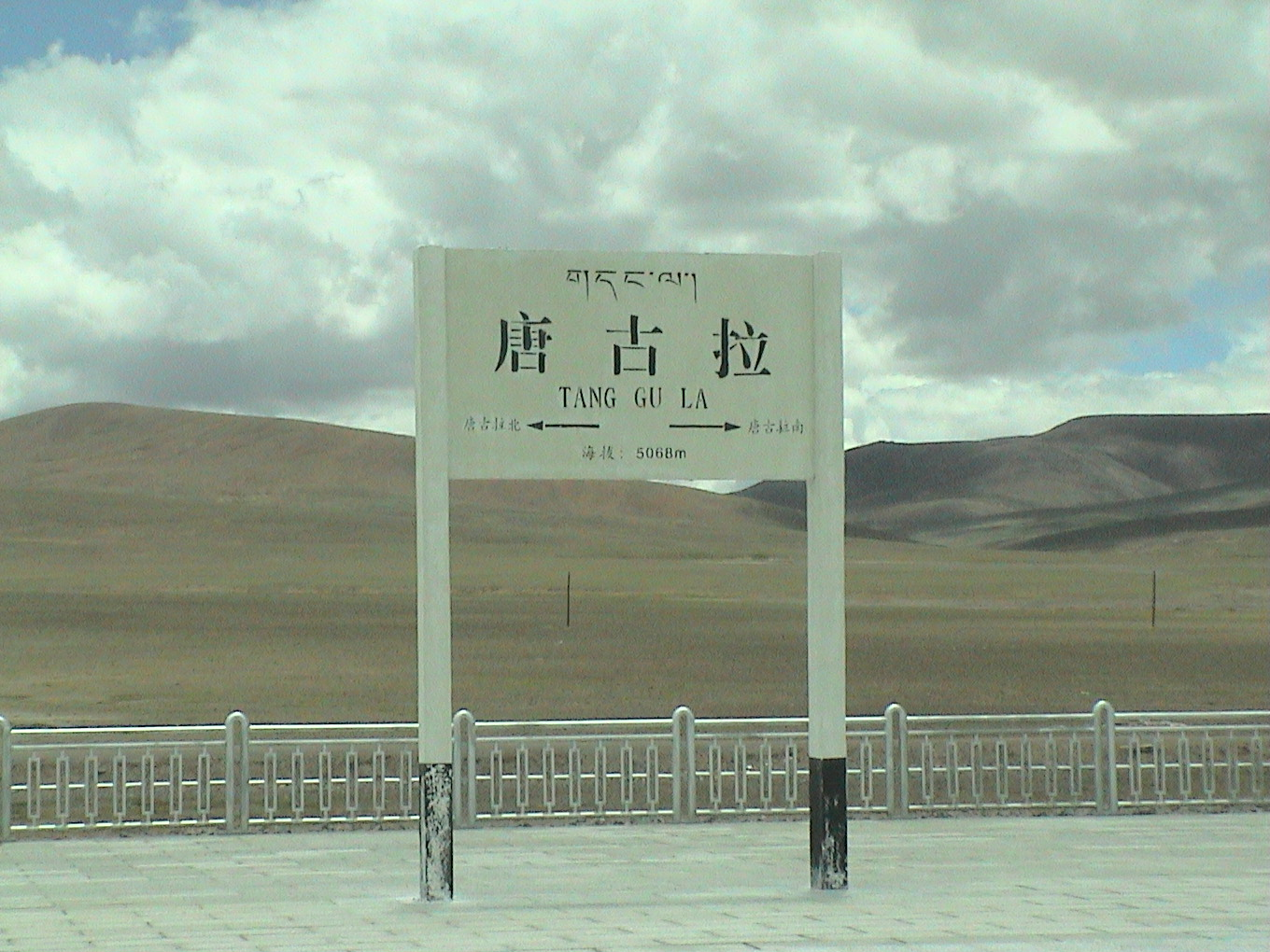
Танг-Ла
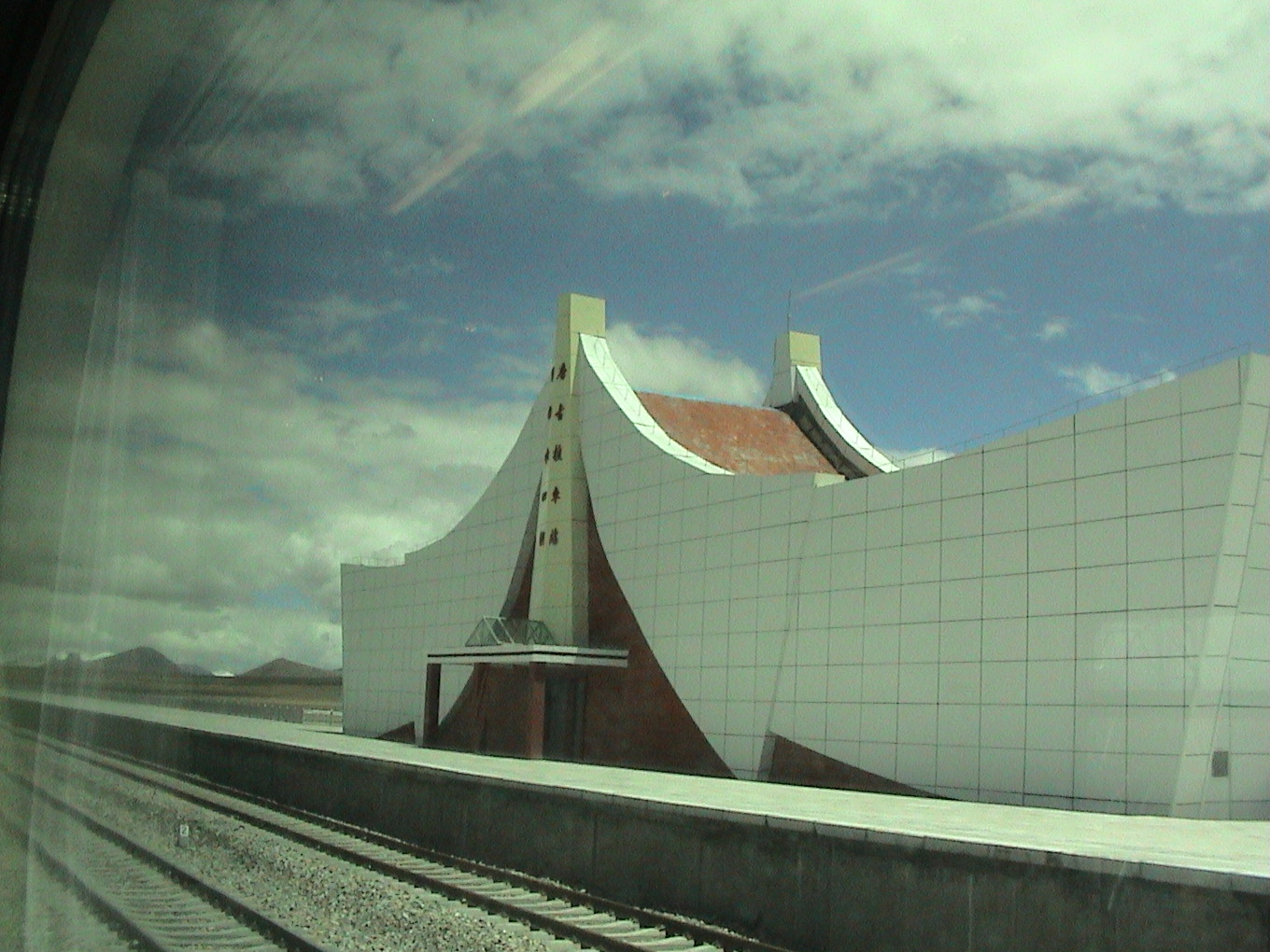
Танг-Ла
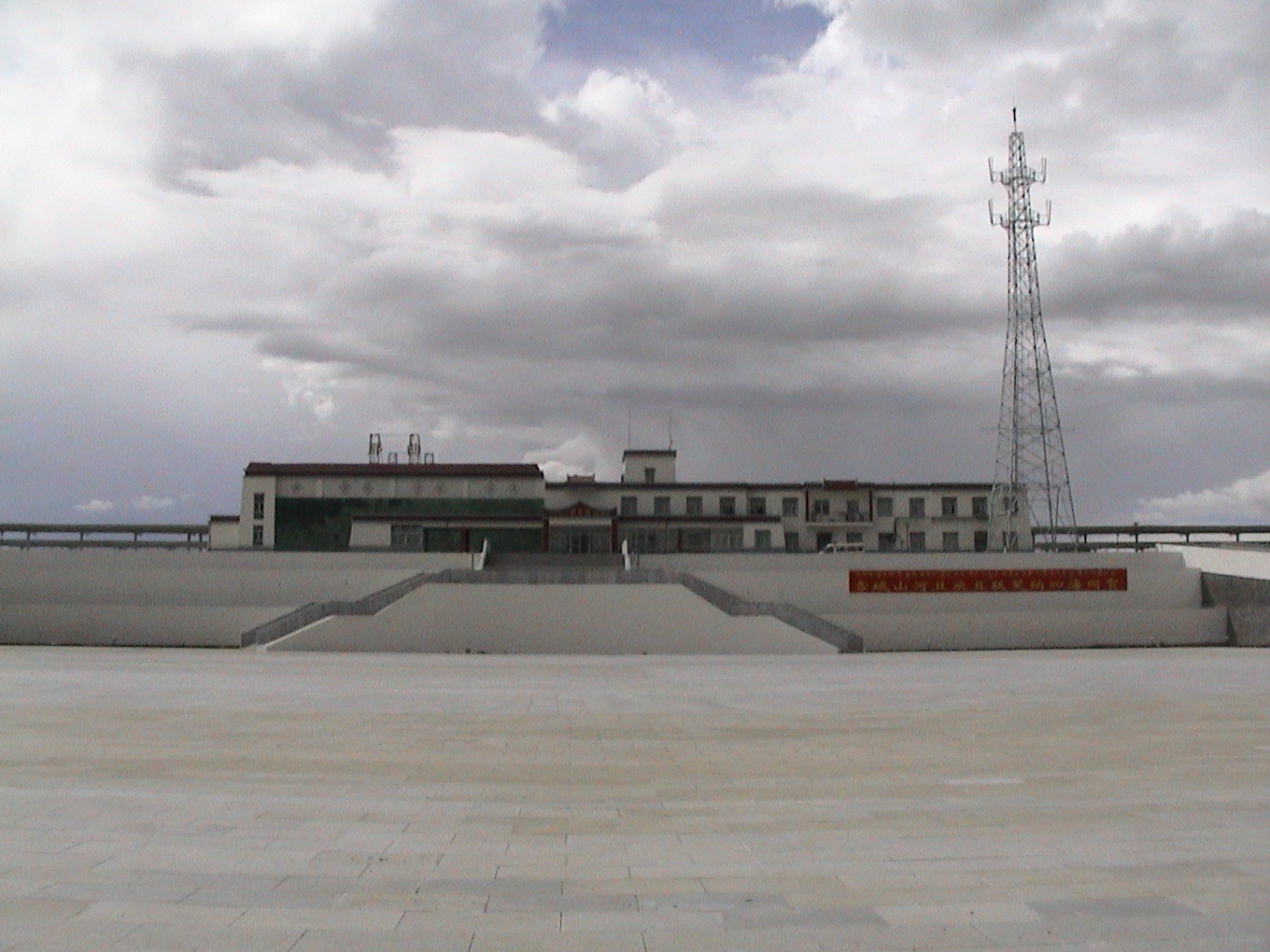
Нагчу
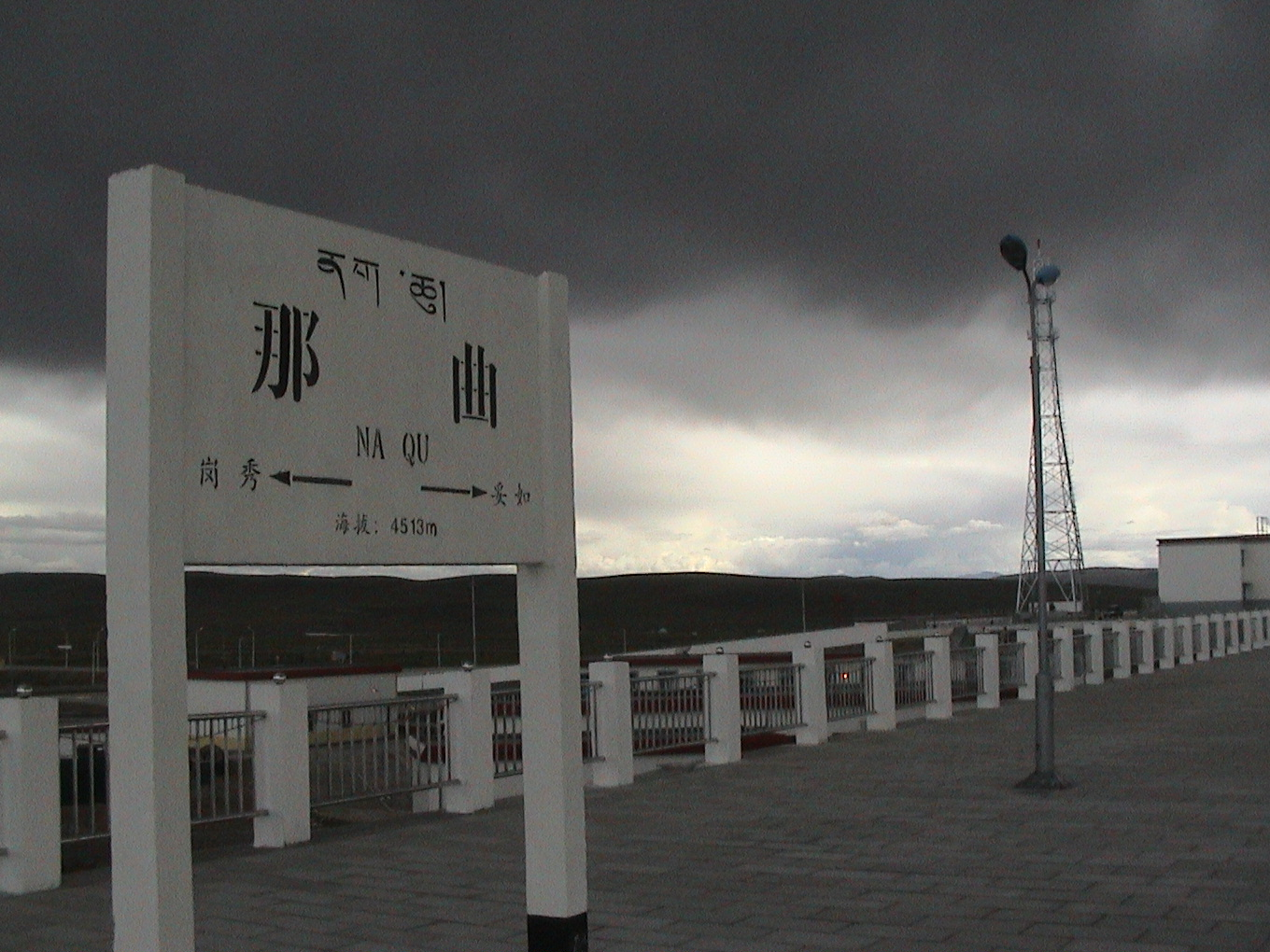
Нагчу
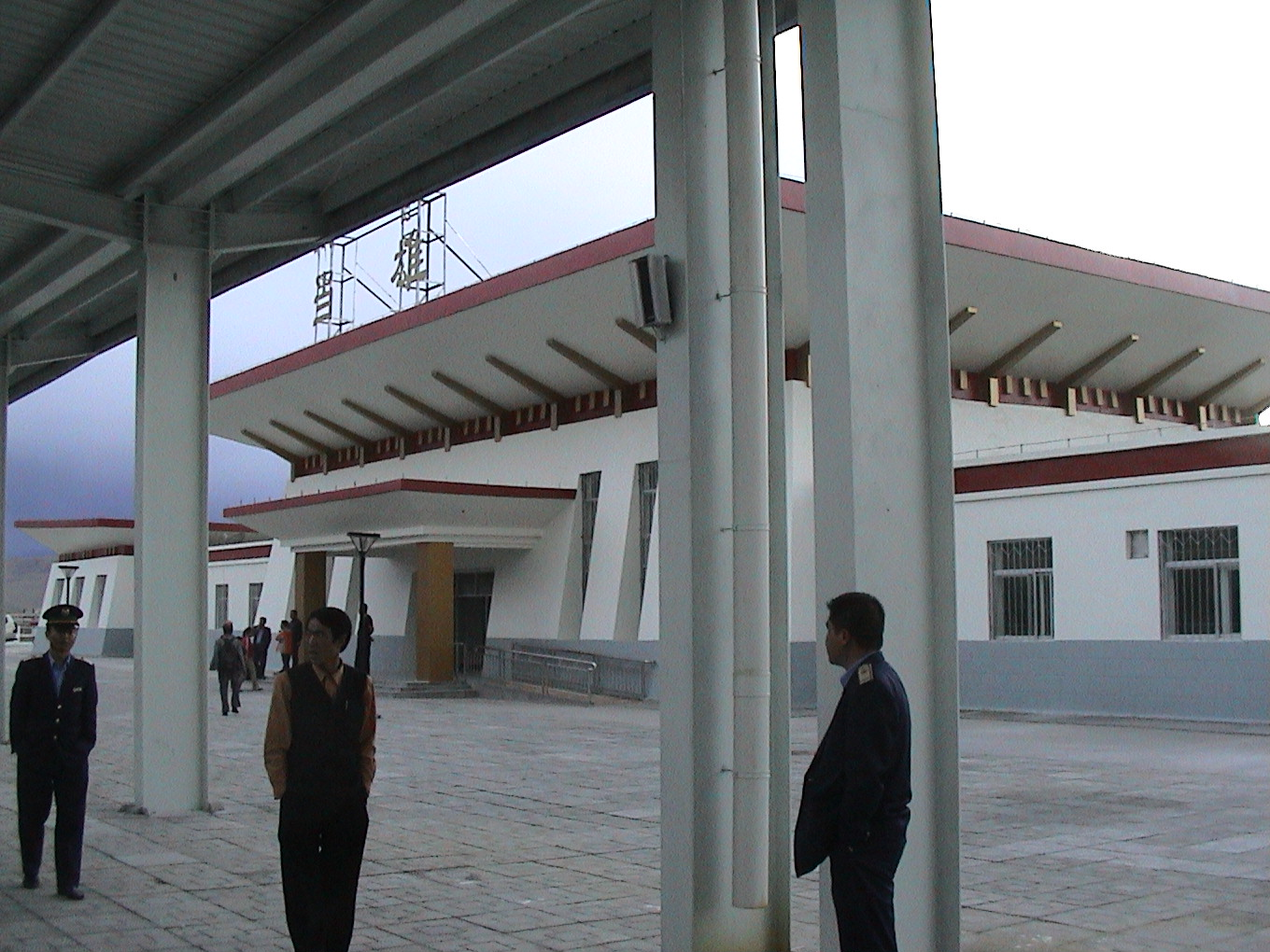
Дамшунг
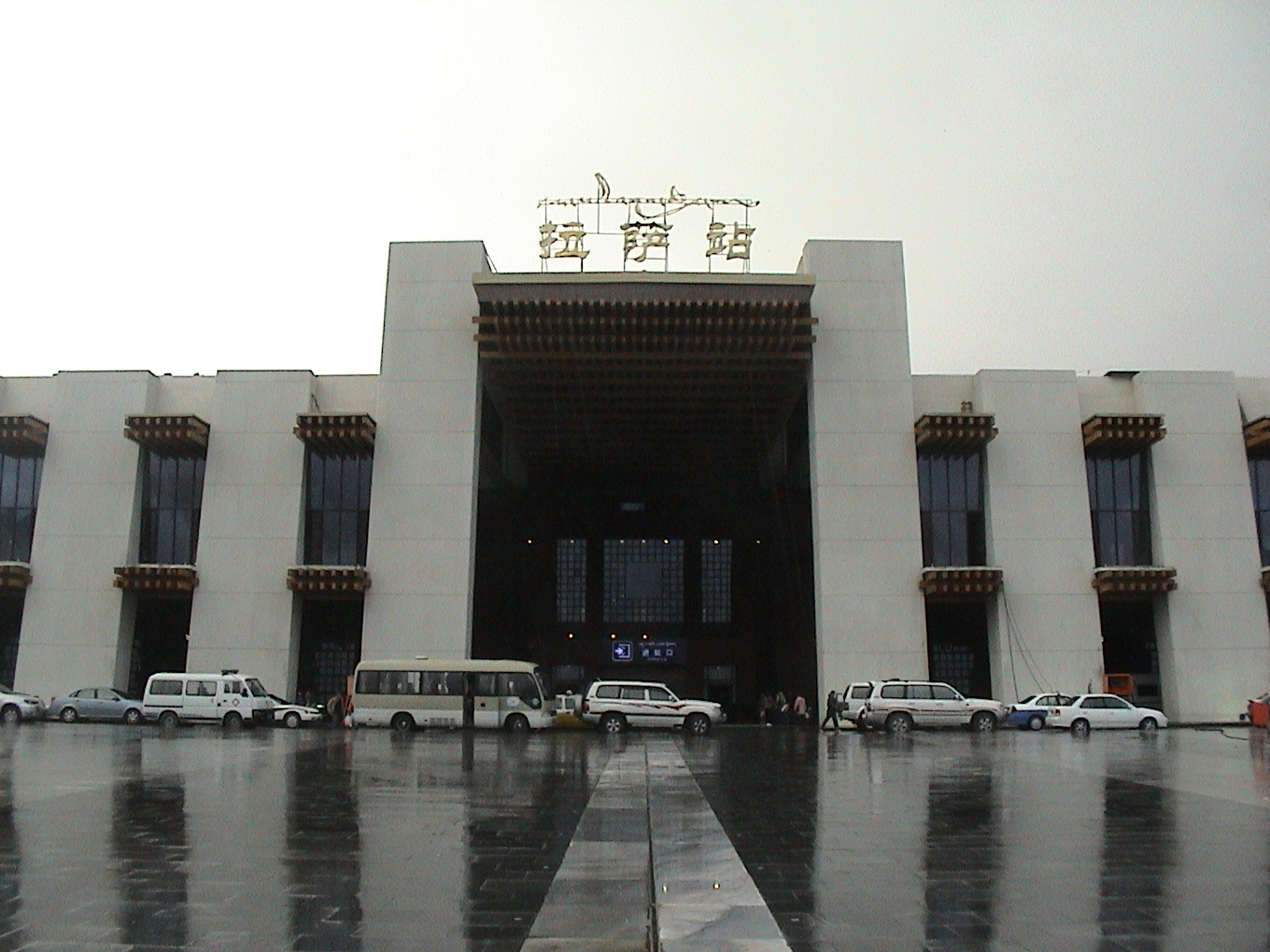
Лхаса

## Тоннели
- Тоннель Фэнхошань — самый высокогорный в мире железнодорожный тоннель
- Куньлуньский тоннель

## Поезда и проездные билеты

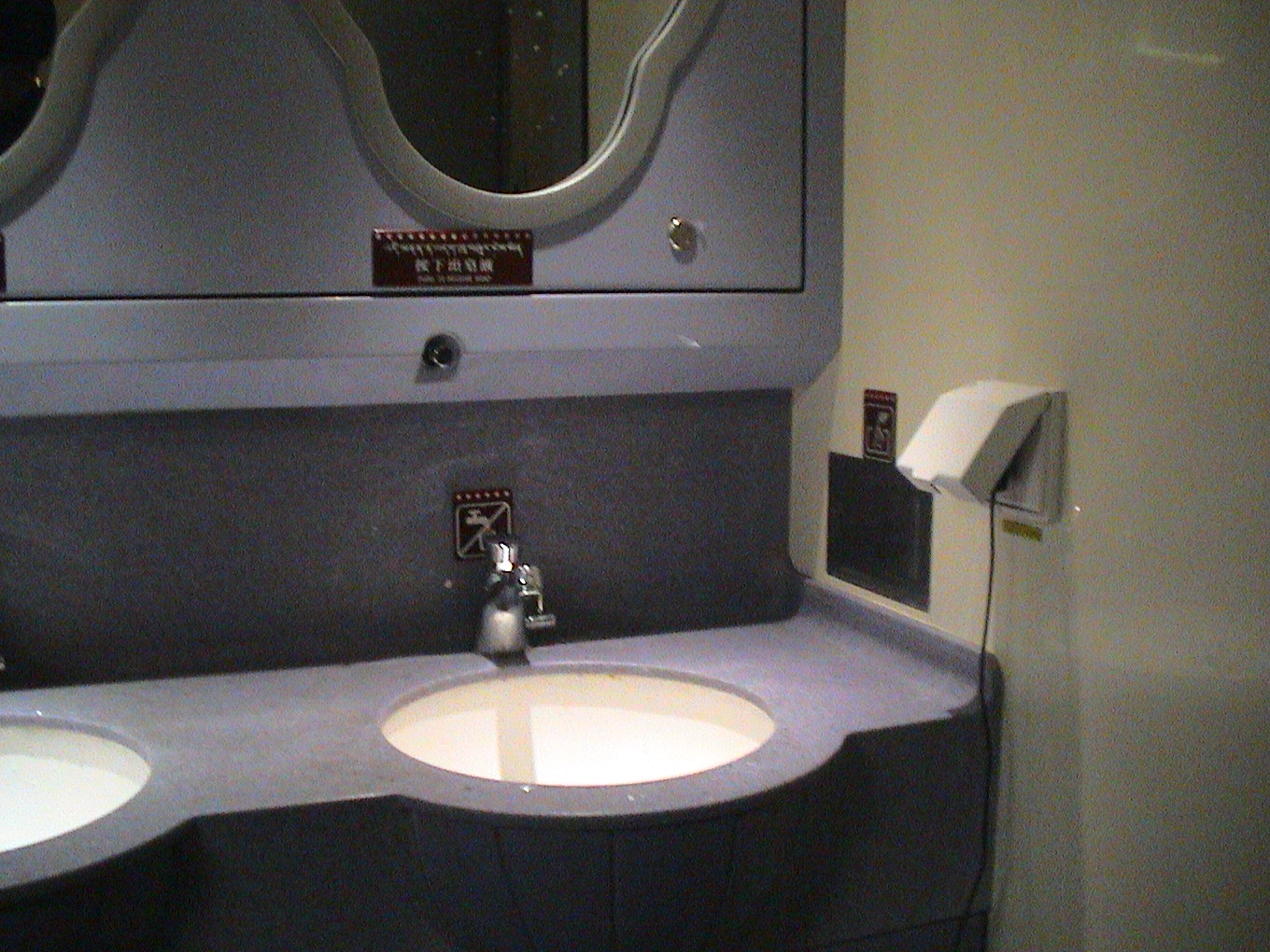
Туалет делюкс, поезд T27/T28 обеспечен горячей водой, остальные — нет
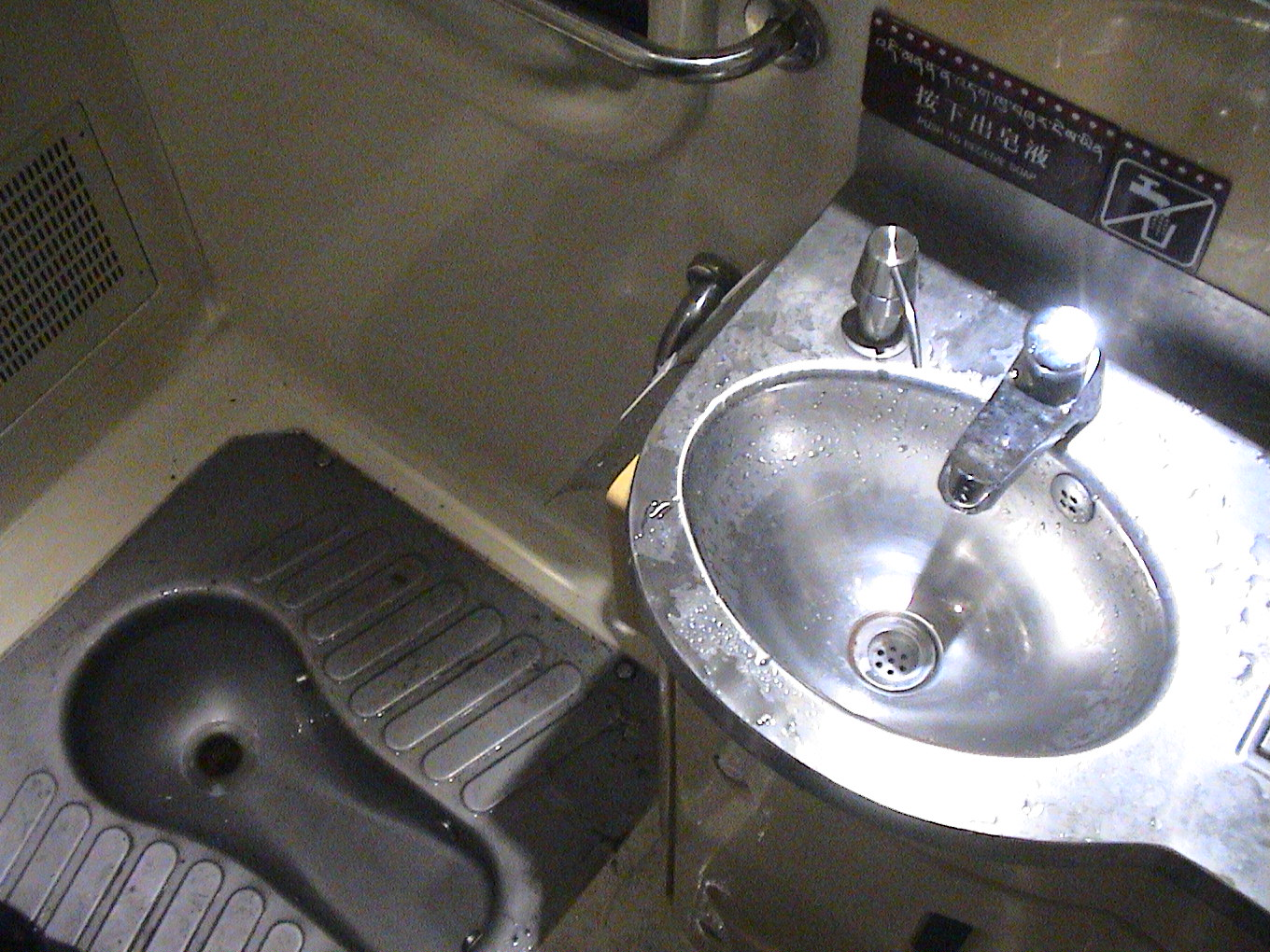
Туалет сидячего вагона
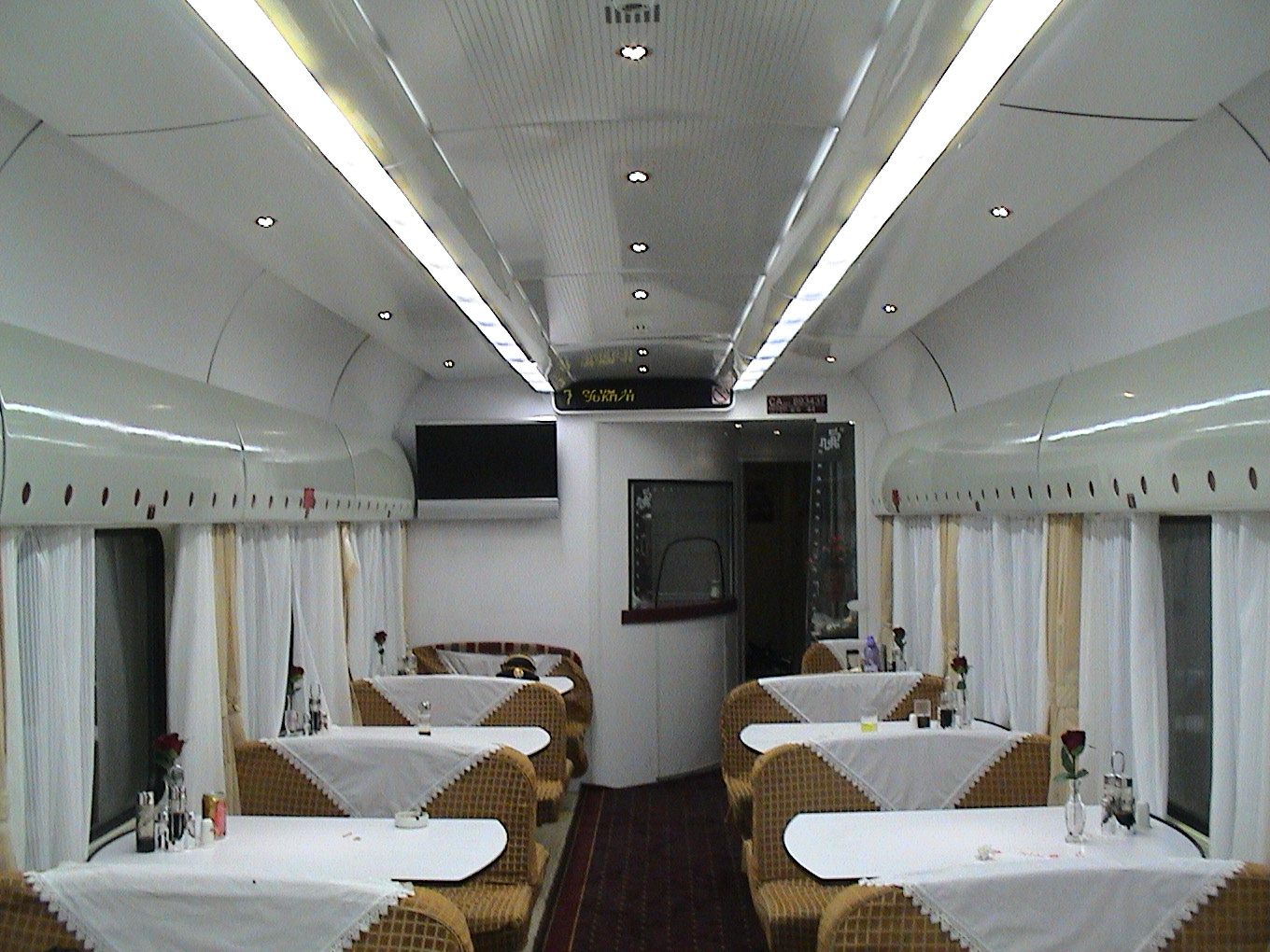
Вагон-ресторан
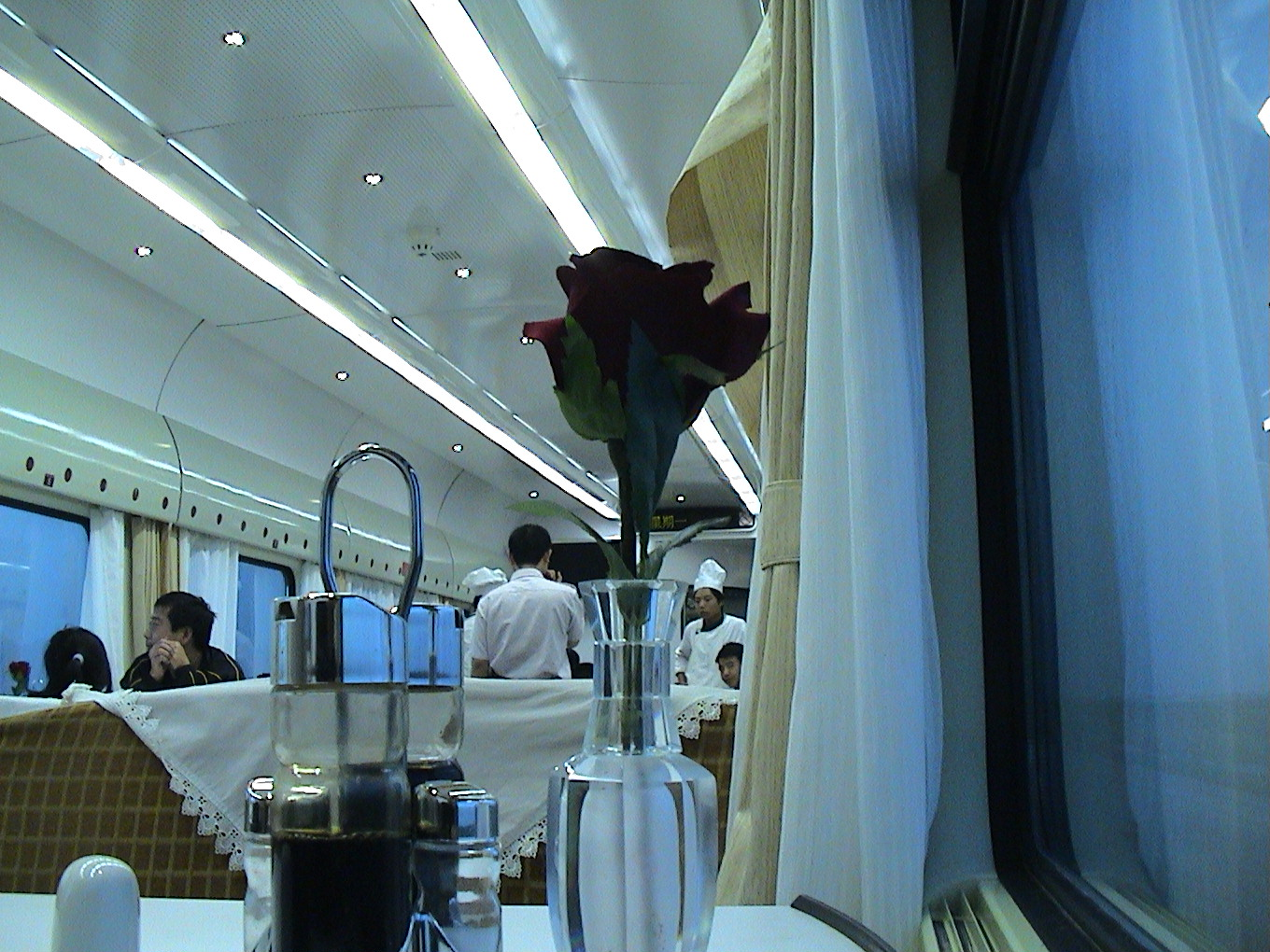
Вагон-ресторан
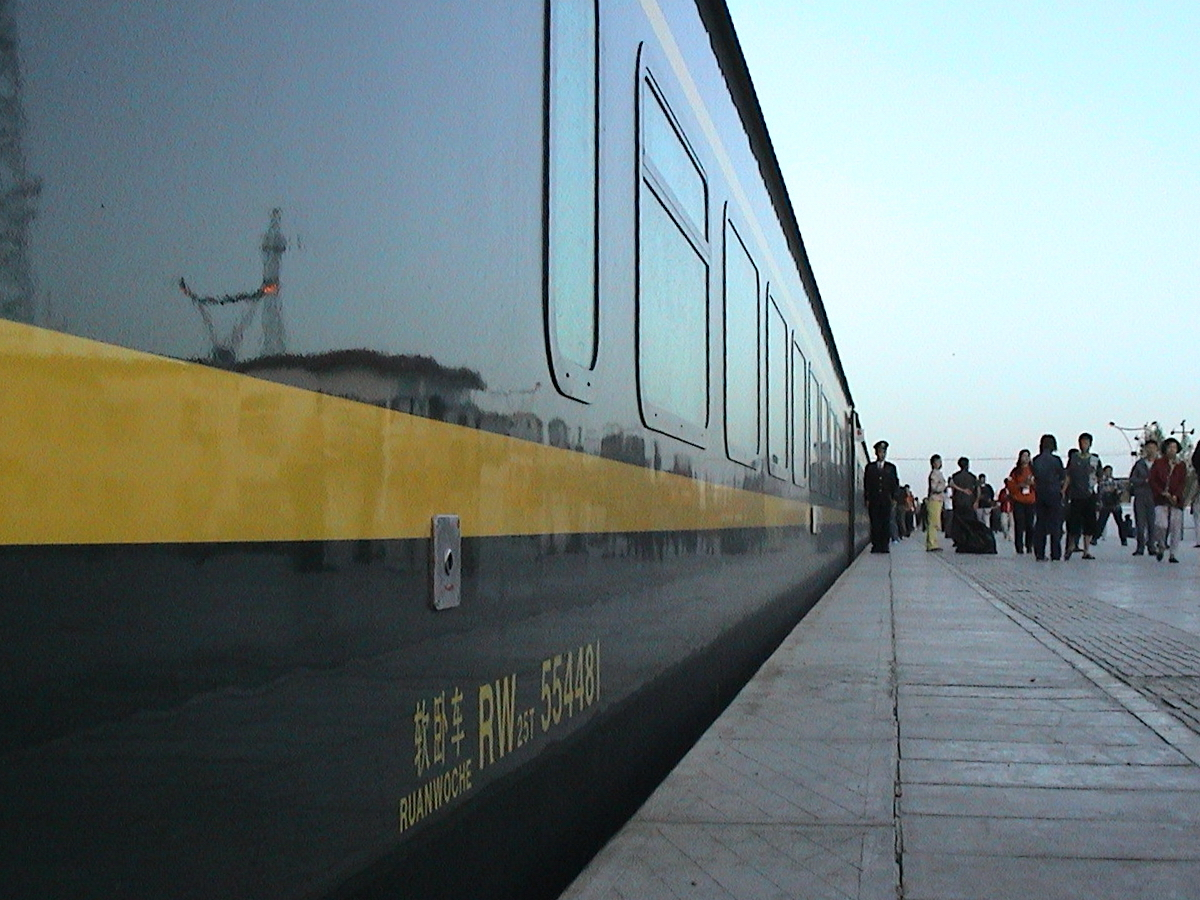
На платформе
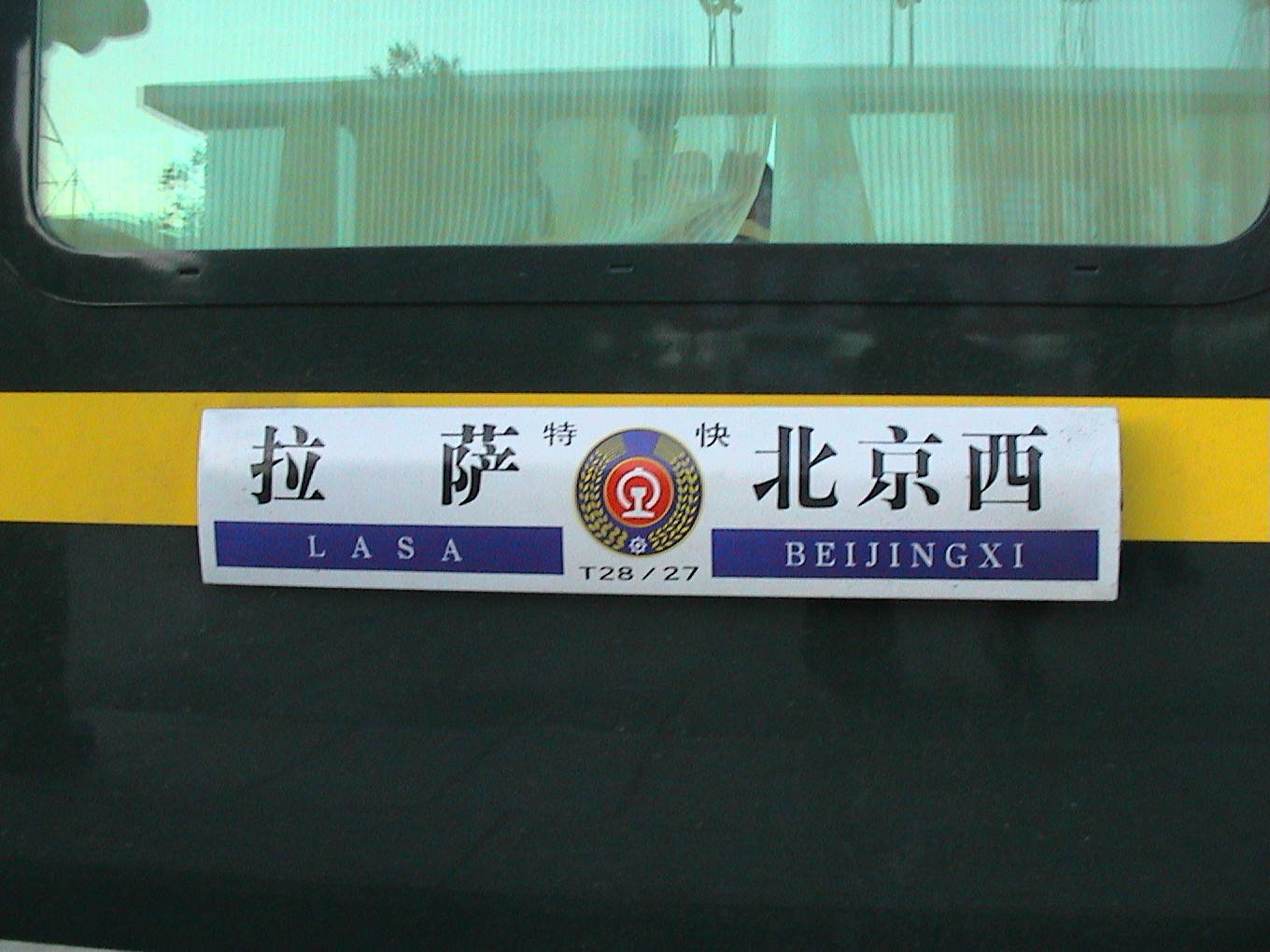
Табличка на вагоне поезда T27/T28 с указанием маршрута следования (Лхаса-Пекин Западный)
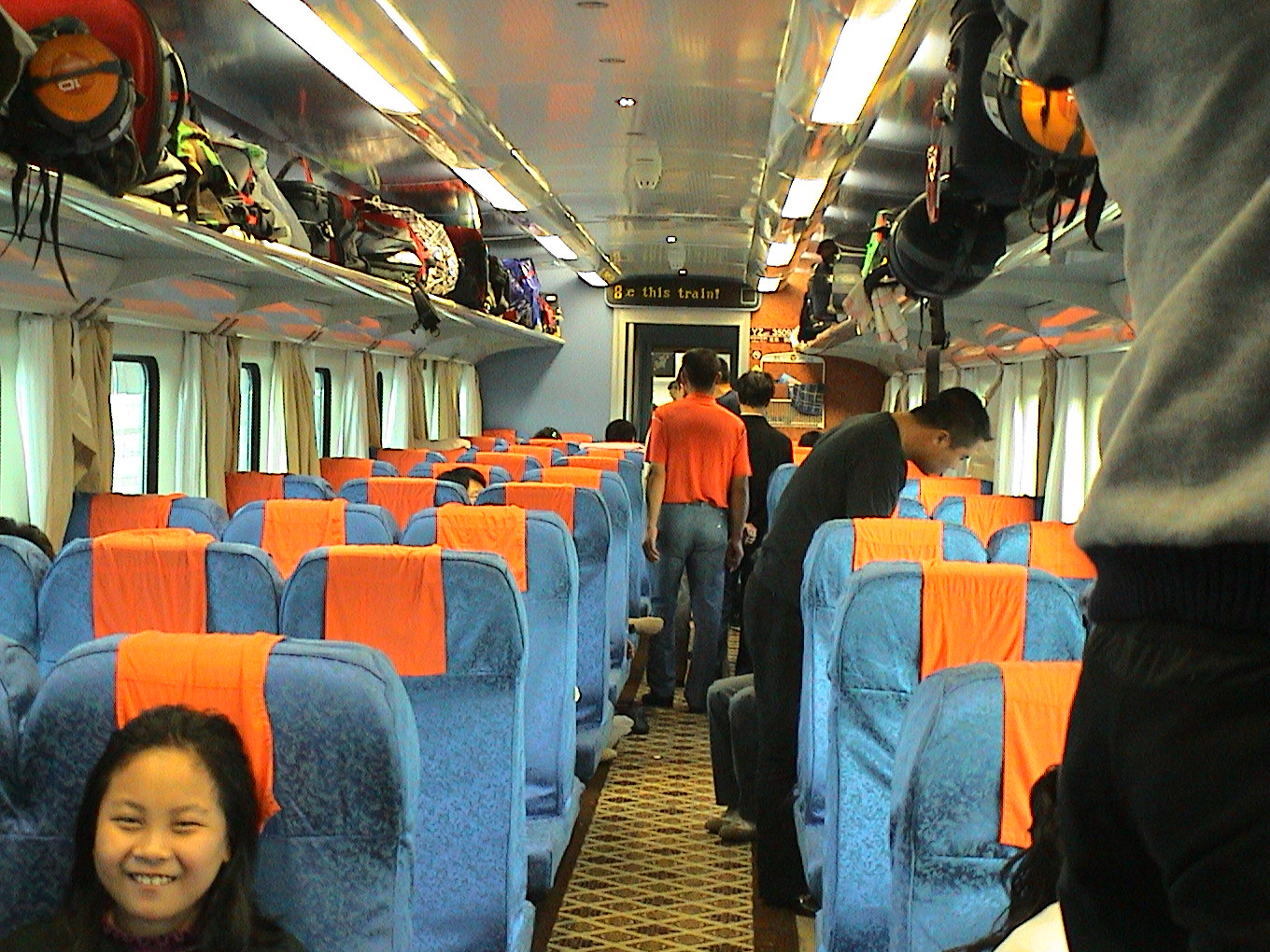
Сидячий вагон.
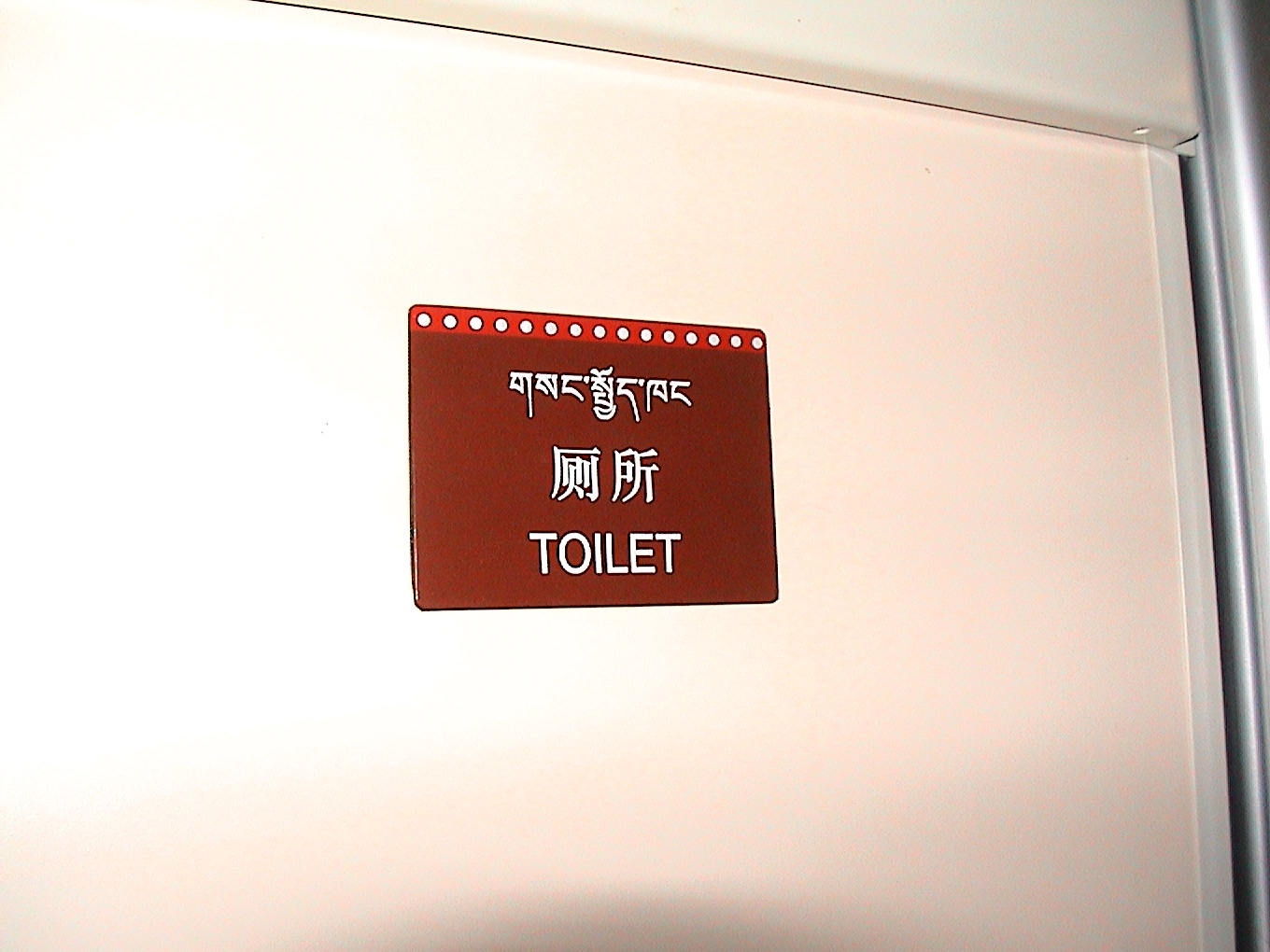
Табличка на двери туалета
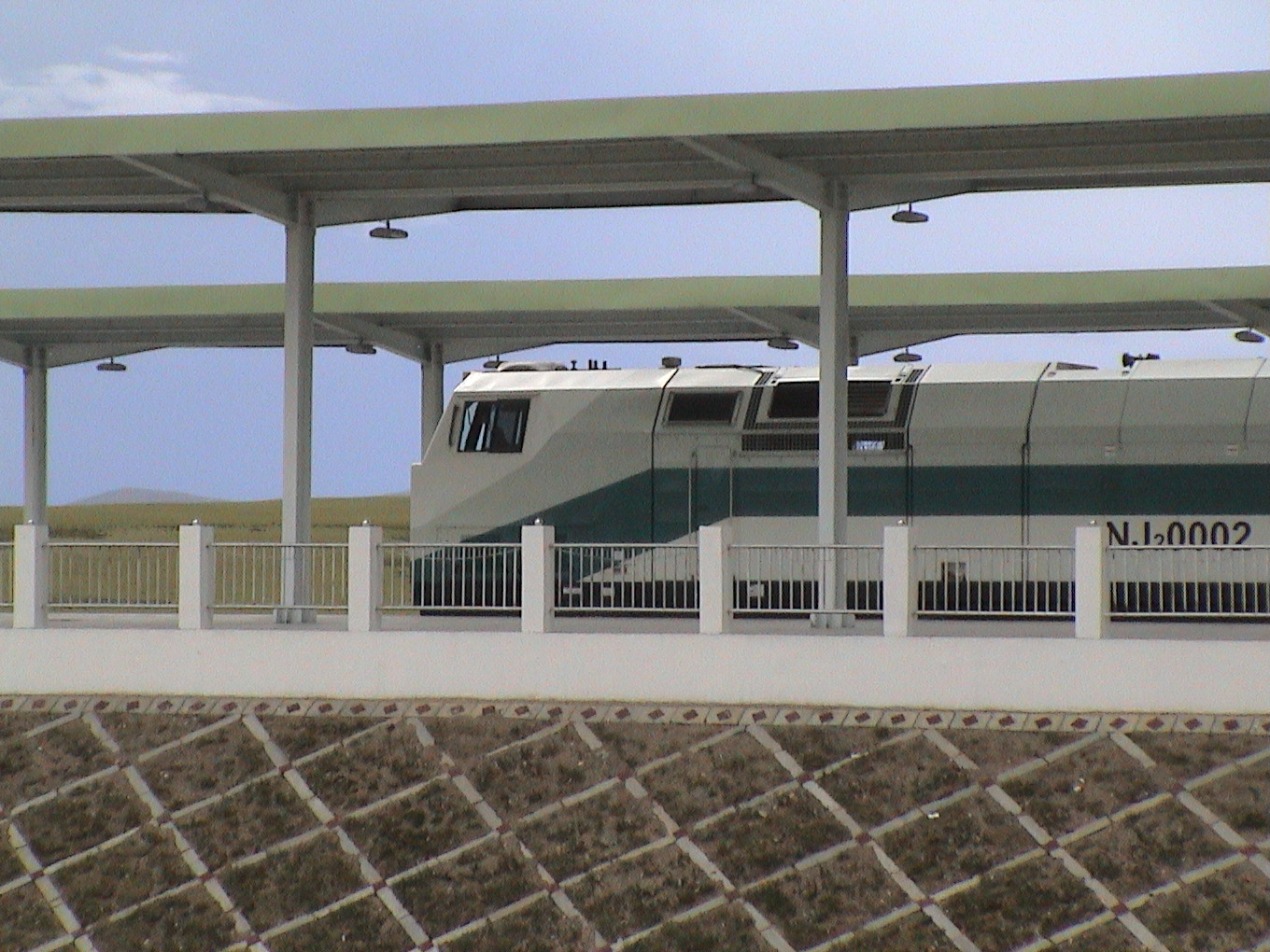
Дизельные локомотивы
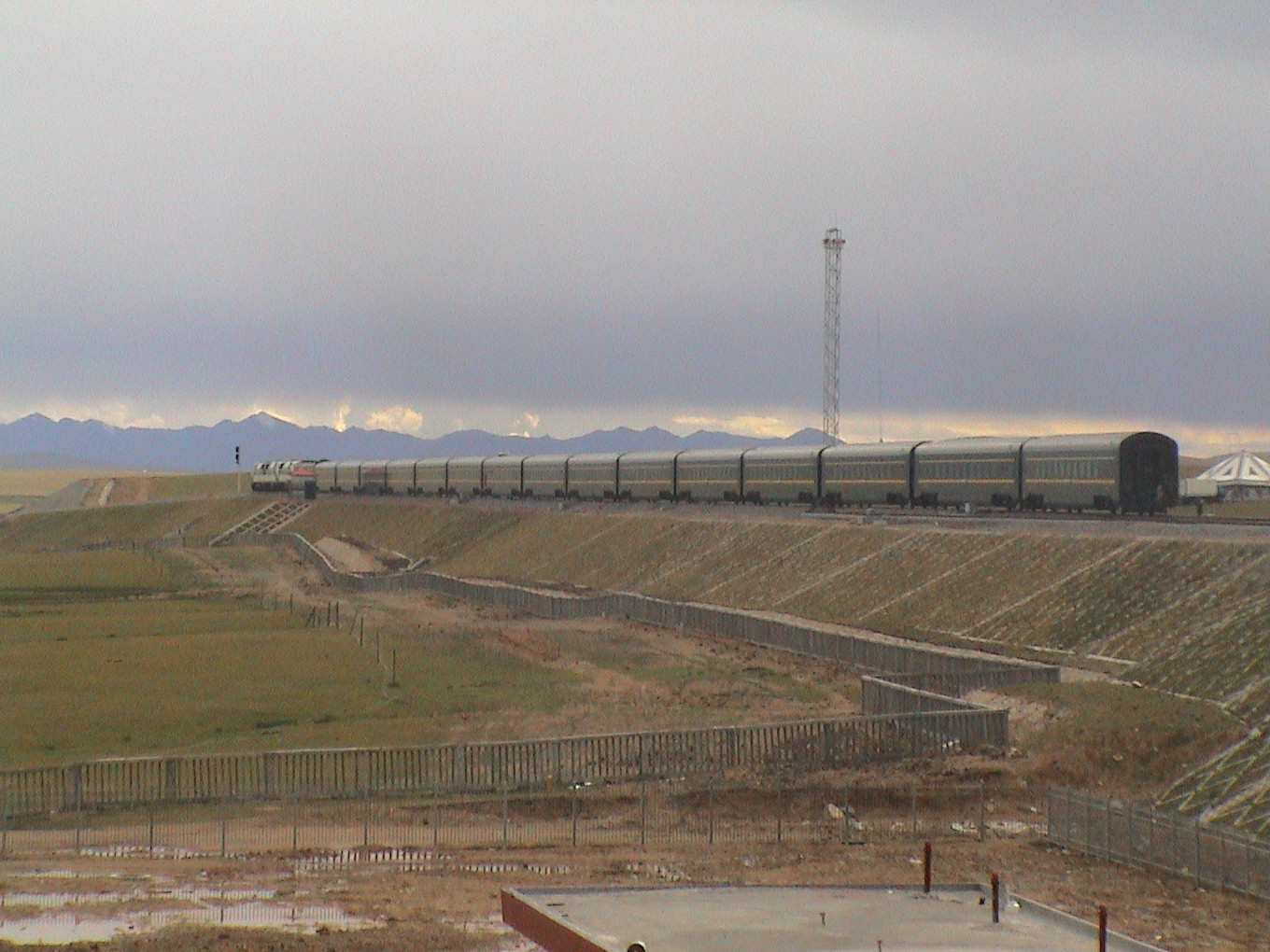
Станция Нагчу
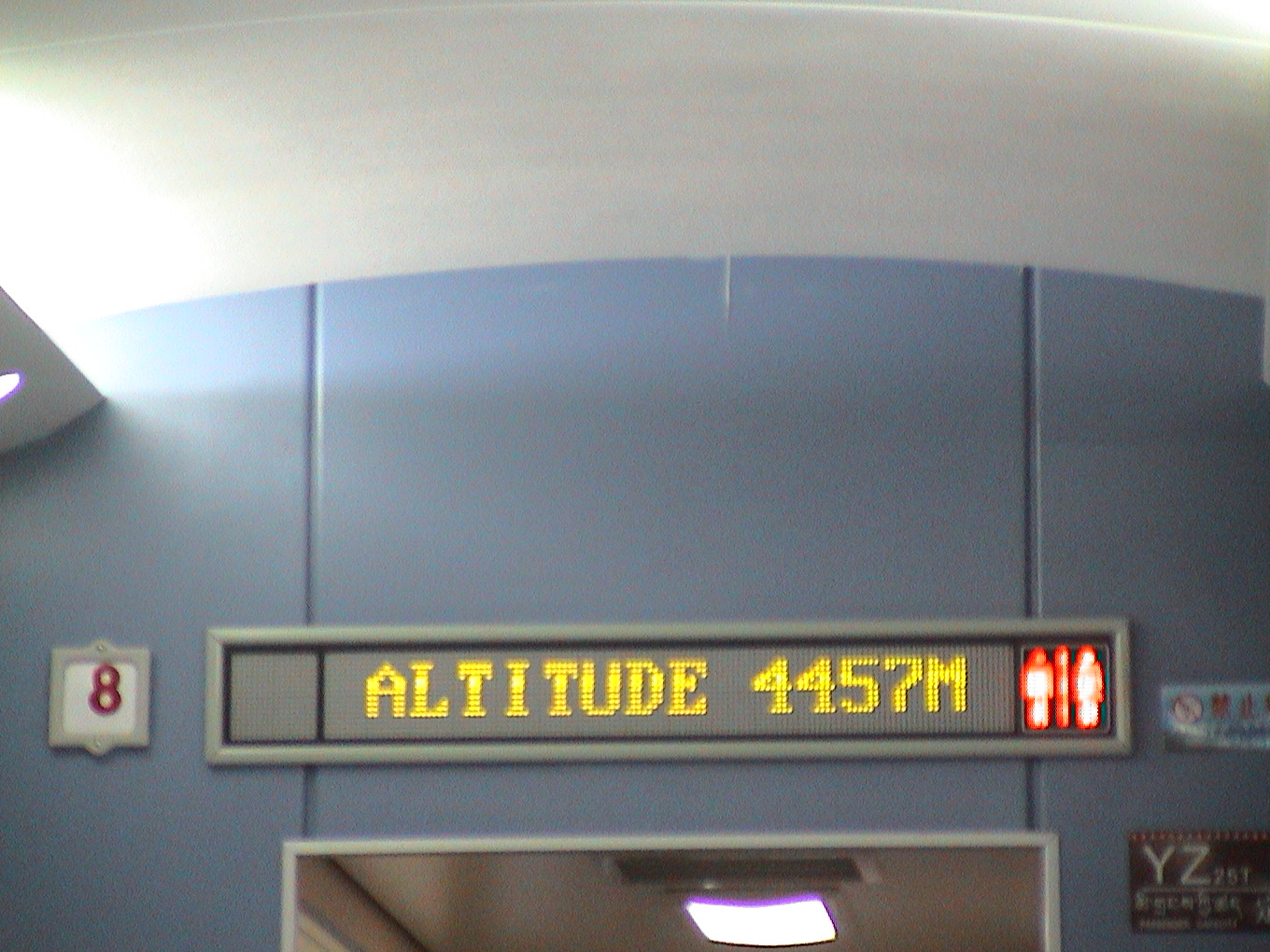
Информация о высоте, скорости, температуре для пассажиров
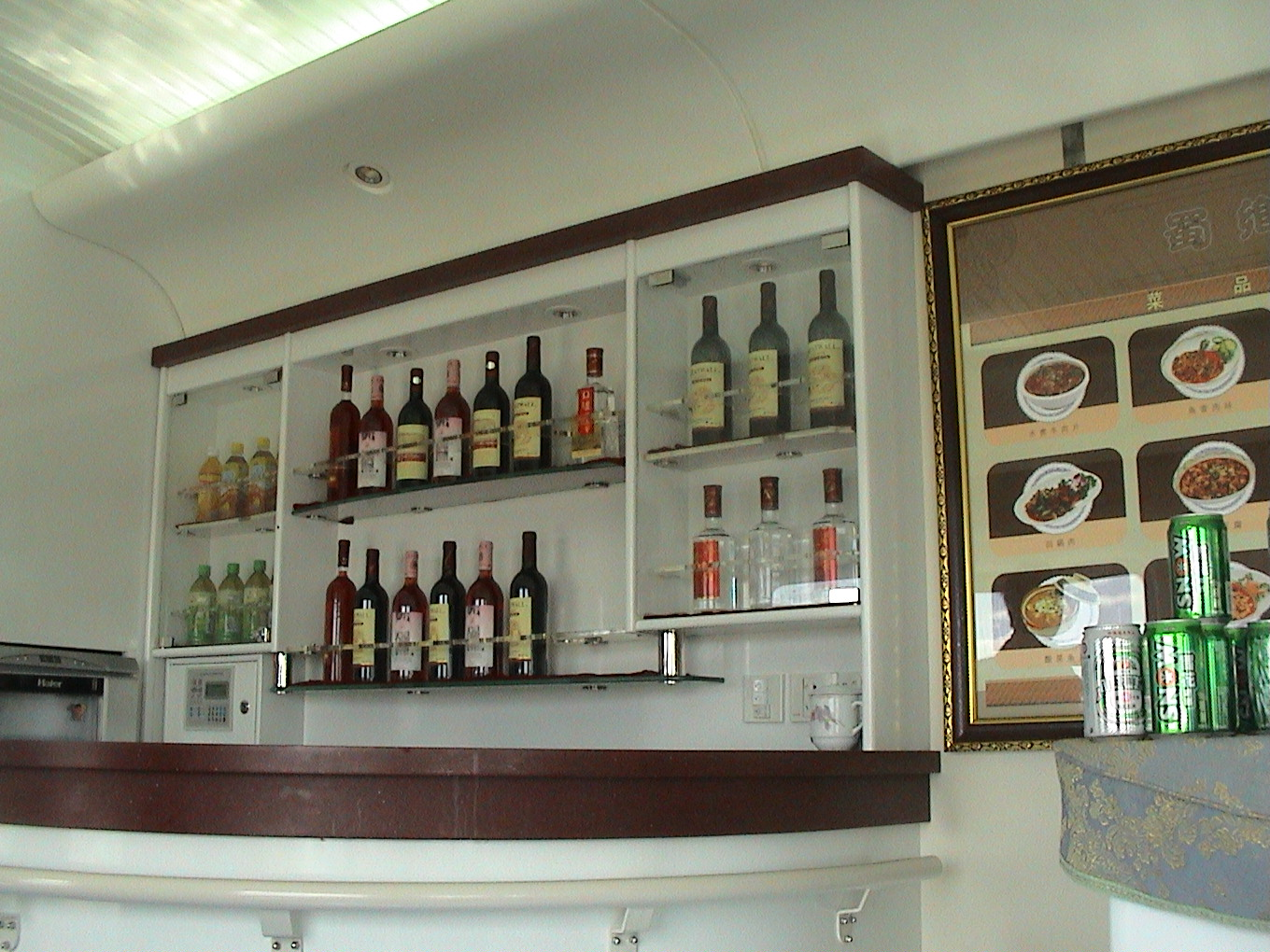
Вагон-ресторан с баром
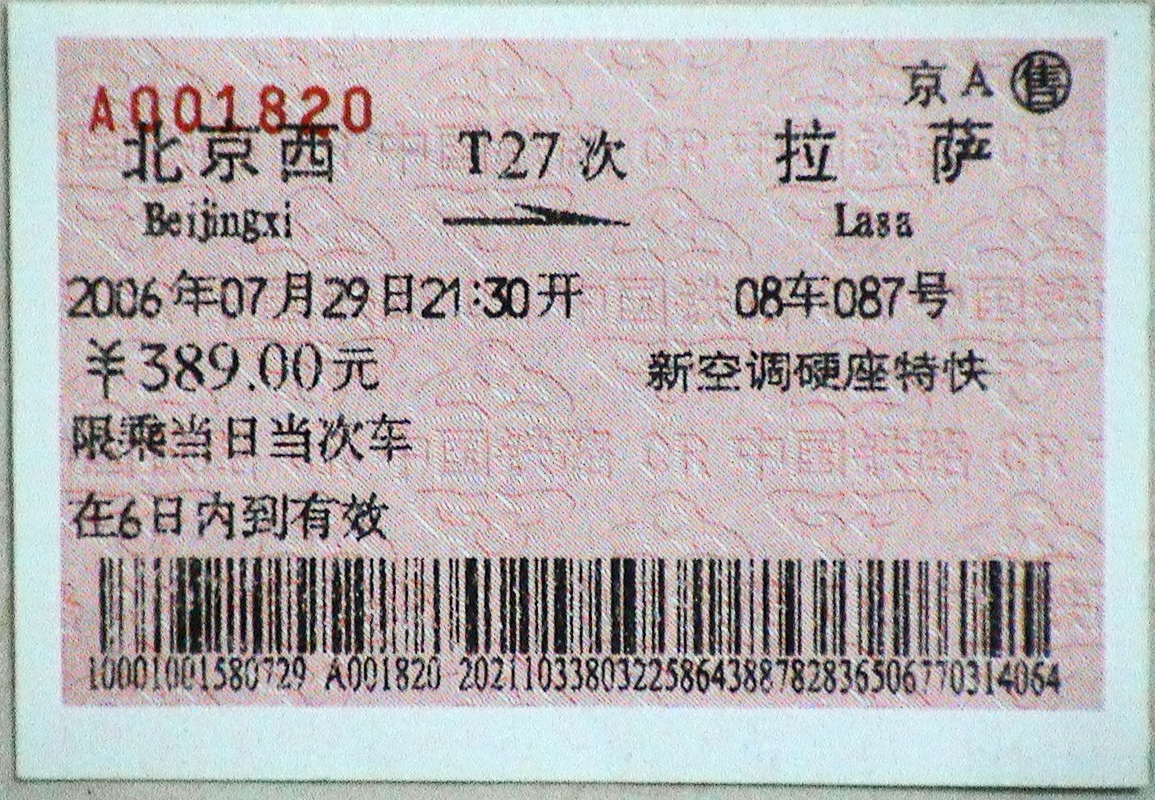
Обычный проездной билет для китайских железных дорог
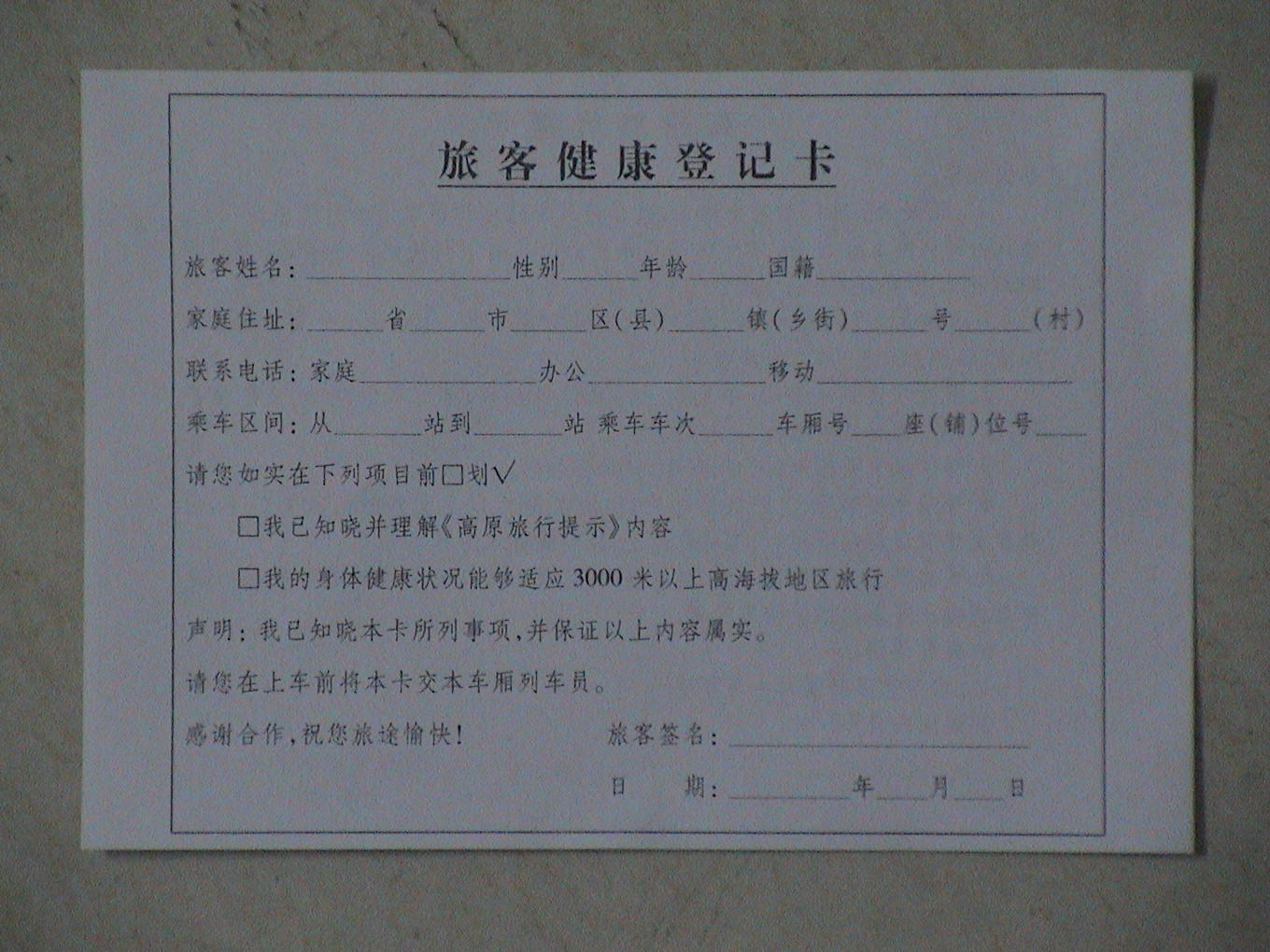
Карточка медицинской регистрации пассажиров

## Обеспечение кислородом

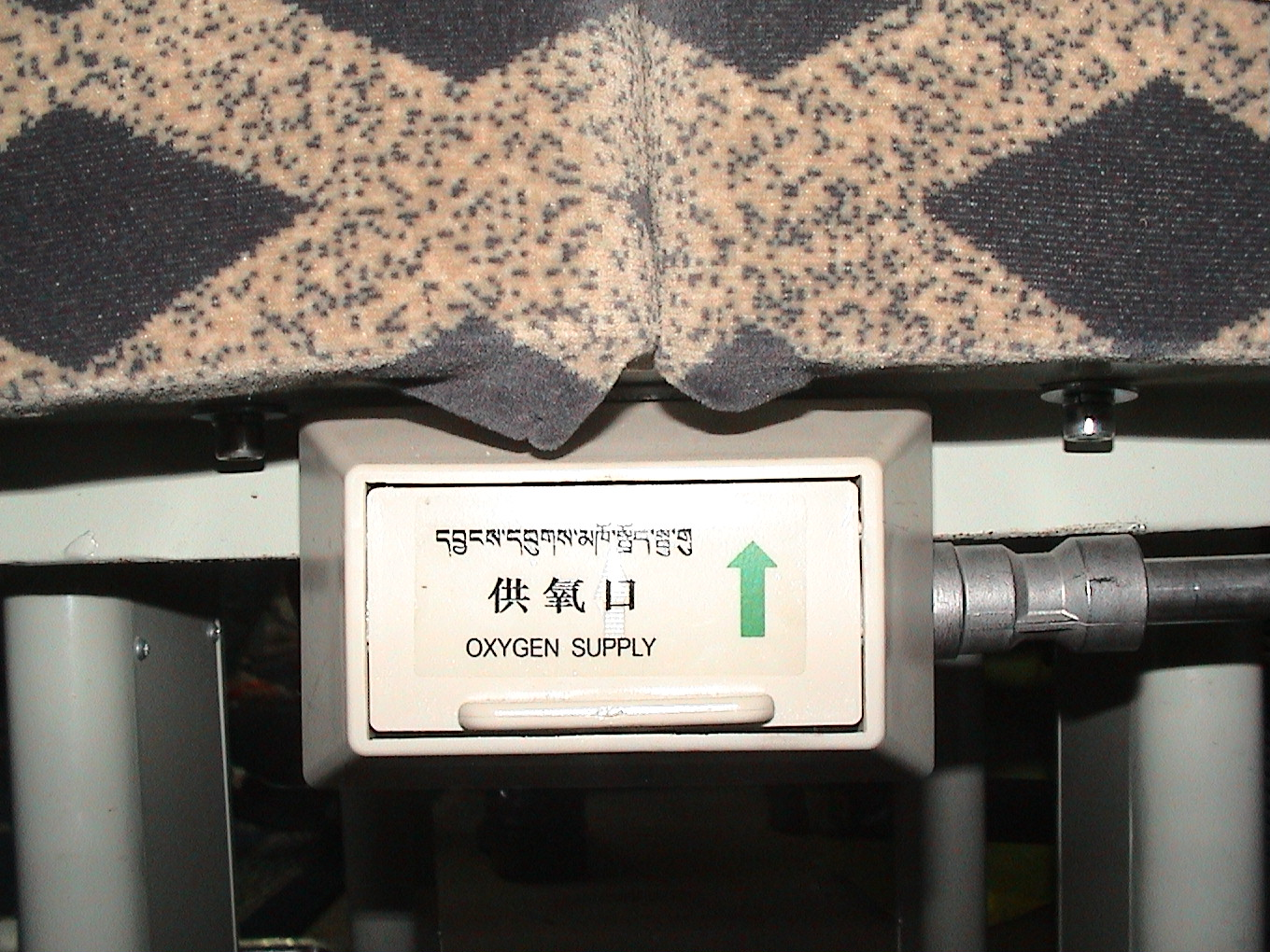
Подключение кислорода под сиденьями
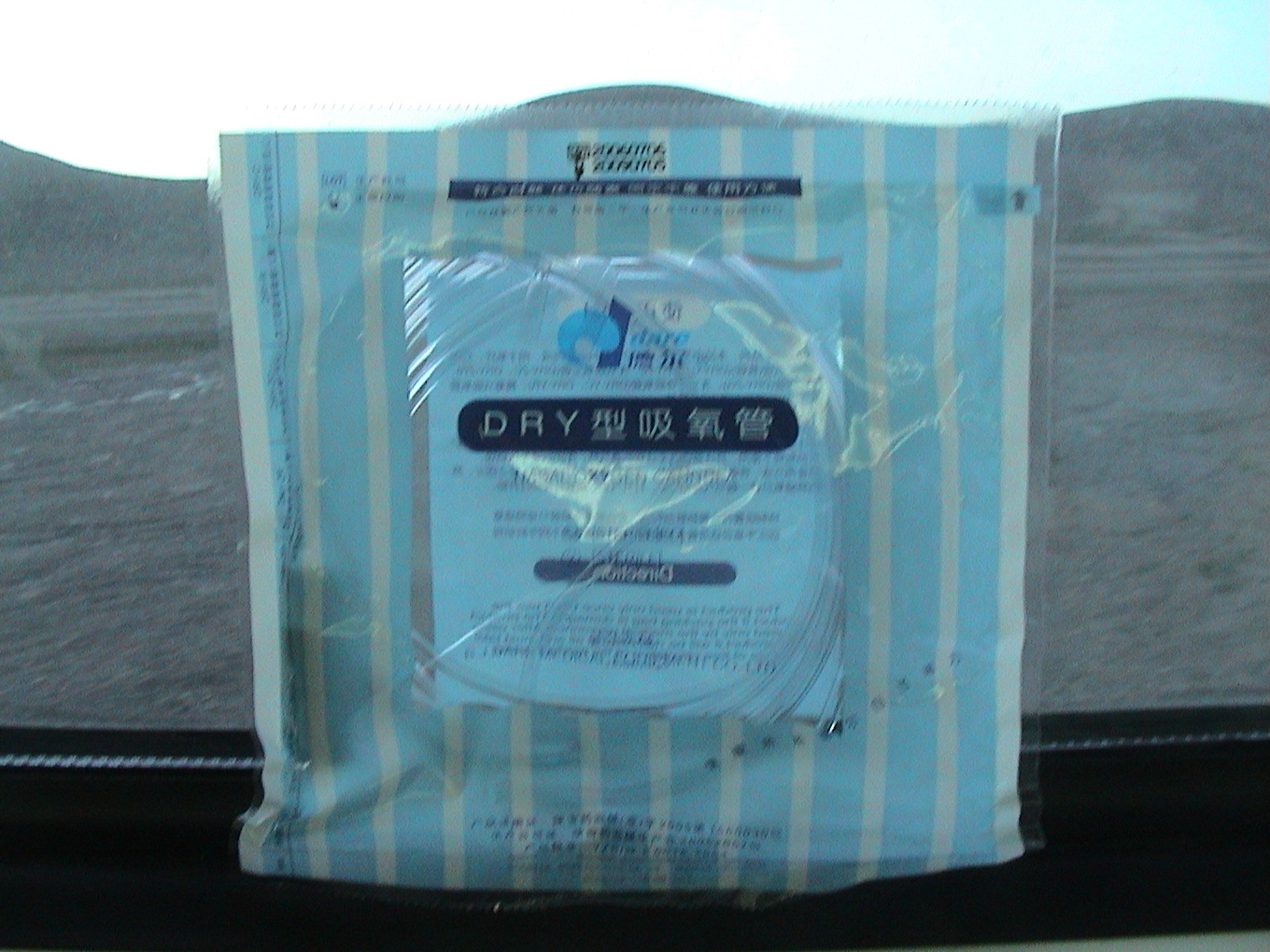
Трубка для подключения к кислороду
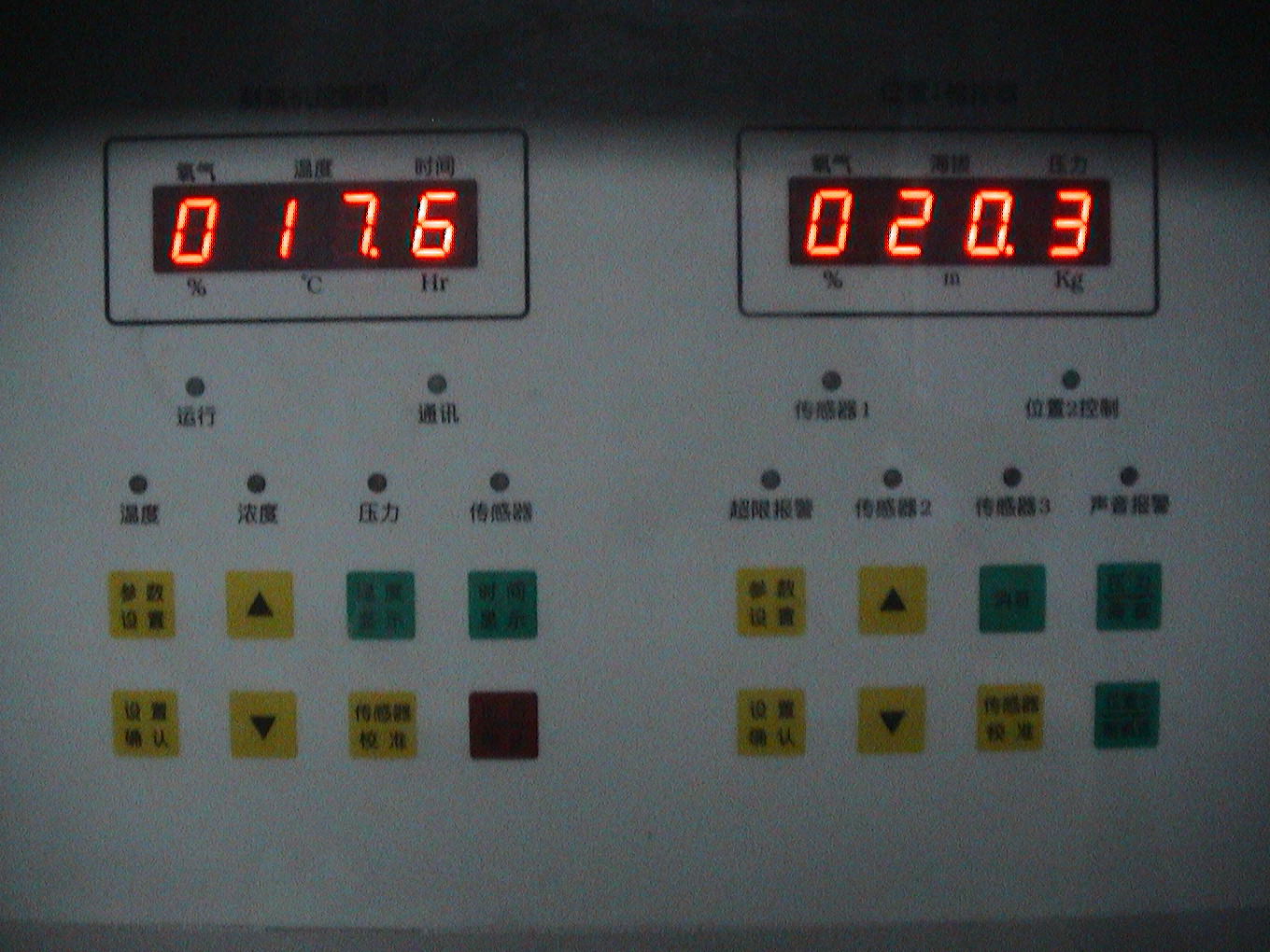
Управление кислородом

## Gif-анимация

Станция Наньшанькоу
Станция Найдж-Тал